# Szamuilica-barlangok
A Szamuilica-barlangok (bolgárul: Самуилица) Bulgáriában találhatók, Vraca megyében, Kunino községben, a Balkán-hegység északi elővonulatai között. A barlangok az itt talált őskori leletek miatt tettek szert hírnévre. A középső paleolit kor végén és a kései paleolit kezdetén élhettek itt valószínűleg neandervölgyi emberek. Valójában csak két barlangról van szó, a Szamuilica 1-ről és a Szamuilica 2-ről, ezek mintegy 30 méterre vannak egymástól. Az üregek felső kréta korú mészkőben alakultak ki. 

## Leírásuk
A kisebbik barlang, a Szamuilica 1. csupán 29 méter hosszú, a szintkülönbség benne 4 méter. Egy hatalmas teremből áll. A bejárata 14 méter széles és 7 méter magas, jól megvilágított, a napfény átjárja az üreget. A belső folytatás szélessége 13 méter, magassága helyenként 8 méter. Járószintje viszonylag egyenes és még ide is besüt a nap. A barlang egy kis kamrával végződik. 
A Szamuilica 2. jóval hosszabb, 176 méteres. Ennek a barlangnak a bejárata kisebb, csak 8 méter széles és 5 méter magas. A napfény azonban itt is jól bevilágítja a kezdeti folyosót, ez 56 méter hosszú és 7 méter széles, egykor itt tanyáztak a barlang lakói, a régészeti leletek többsége innen került elő. A folyosó végén hatalmas omladékkövek találhatók. A barlang belső részére már nem hatol be a napfény. Ezen a szakaszon megjelennek a cseppkövek. A folyosó egy nagyobb terembe torkollik: 25 méter hosszú, 28 méter széle, 10,5 méter magas. Innen már csak egy szűk, fél méteres belmagasságú kúszójárat halad tovább, ez a leggazdagabb cseppkövekben. 

## Feltárásuk története
A két barlang régészeti kutatását Nikolaj Dzsambazov kezdte 1956-ban. A térképezést az 1960-as években végezték el. A hely 1972 óta áll természetvédelem alatt. 
A barlangokban három kultúrréteget találtak. Az alsó réteg 60 cm vastag, sárgásbarna agyag. Durva kőeszközöket, kaparókat találtak itt és kiástak egy tűzrakó helyet is. A második réteg 80 centiméteres, ez vöröses agyagból áll. Itt már finomabban kidolgozott, levél alakú kőkéseket is találtak, sok úgy van kiképezve, hogy nyélre lehessen rögzíteni. A felső, sárgás színű kultúrréteg 90 cm vastag. Ebben megjelennek más vidékekről származó, fekete színű kőeszközök is. Találtak a rétegben egy átlyukasztott farkasfog amulettet. 
Nikolaj Dzsambazov szerint az itteni eszközök hasonlóak a Muszelievo faluban találtakhoz, ezért szerinte egy ősi, úgynevezett szamuilica-muszelievo kultúráról van szó. A legalsó réteg kb. 75 ezer éves, a felső réteg 42 ezer éves lehet. A leleteket Szófiába szállították, másolataik a község múzeumában megtekinthetők.
E barlangokhoz közel található a Galabarnika-barlang is.

## Fordítás
- Ez a szócikk részben vagy egészben  a(z)   Самуилица című bolgár Wikipédia-szócikk fordításán alapul.  Az eredeti cikk szerkesztőit annak laptörténete sorolja fel. Ez a jelzés csupán a megfogalmazás eredetét és a szerzői jogokat jelzi, nem szolgál a cikkben szereplő információk forrásmegjelöléseként.